# Fissidens badoglioi
Fissidens badoglioi är en bladmossart som beskrevs av Ezio Tongiorgi 1938. Fissidens badoglioi ingår i släktet fickmossor, och familjen Fissidentaceae. Inga underarter finns listade i Catalogue of Life.